# Ефект Ейнштейна - де Гааза
Ефект Ейнштейна - де Гааза — це фізичне явище (магнітомеханічний ефект), при якому зміна магнітного моменту вільного тіла викликає обертання цього тіла. Ефект є наслідком збереження кутового моменту. Він досить великий, щоб його можна було спостерігати у феромагнітних матеріалах. Експериментальне спостереження та точне вимірювання ефекту продемонстрували, що явище намагніченості спричиняє орієнтацію (поляризацією) кутових моментів електронів у матеріалі вздовж осі намагніченості. Ці вимірювання також дозволяють розділити два внески в намагніченість: той, що пов’язаний зі спіном і з орбітальним рухом електронів. Ефект також продемонстрував тісний зв'язок між поняттями кутового моменту в класичній і квантовій фізиці.
Ефект був передбачений  О.У. Річардсоном у 1908 . Він названий на честь Альберта Ейнштейна та Вандера Йоханнеса де Гааза, які опублікували дві роботи   у 1915 році, в яких сповіщали про перше експериментальне спостереження ефекту.

## Опис
Орбітальний рух електрона (або будь-якої зарядженої частинки) навколо певної осі створює магнітний диполь з магнітним моментом {\displaystyle {\boldsymbol {\mu }}=e/2m\cdot \mathbf {j} ,} де {\displaystyle e} і {\displaystyle m} – заряд і маса частинки, а {\displaystyle \mathbf {j} } – кутовий момент руху. На відміну від цього, внутрішній магнітний момент електрона пов'язаний з його внутрішнім кутовим моментом (спіном), дорівнює {\displaystyle {\boldsymbol {\mu }}\approx {}2\cdot {}e/2m\cdot \mathbf {j} } (див. g-фактор Ланде та аномальний магнітний дипольний момент ).
Якщо кількість електронів в одиниці об’єму матеріалу має загальний орбітальний кутовий момент {\displaystyle \mathbf {J_{o}} } відносно певної осі, їх магнітні моменти спричиняли б намагніченість {\displaystyle \mathbf {M_{o}} =e/2m\cdot \mathbf {J_{o}} }.  Для спінового внеску співвідношення буде виглядати {\displaystyle \mathbf {M_{s}} \approx e/m\cdot \mathbf {J_{s}} }. Зміна намагніченості електронів, {\displaystyle \Delta \mathbf {M} ,} призводить до пропорційної зміни кутового моменту, {\displaystyle \Delta \mathbf {J} \propto {}\Delta \mathbf {M} }. За умови відсутності зовнішнього крутного моменту вздовж осі намагнічування, прикладеного до тіла, решта тіла (практично вся його маса) повинна набути кутового моменту {\displaystyle -\Delta \mathbf {J} } завдяки закону збереження кутового моменту.

## Схема експерименту

Схема експерименту

Досліджується циліндр з феромагнітного матеріалу, підвішений за допомогою тонкої нитки всередині циліндричної котушки, яка використовується для створення осьового магнітного поля, що намагнічує циліндр вздовж його осі. Зміна електричного струму в котушці змінює магнітне поле, яке створює котушка, що змінює намагніченість феромагнітного циліндра і, завдяки описаному ефекту, його кутовий момент. Зміна моменту руху викликає зміну швидкості обертання циліндра, що контролюється за допомогою оптичних приладів. Зовнішнє поле {\displaystyle \mathbf {B} } взаємодіючи з магнітним диполем {\displaystyle {\boldsymbol {\mu }}} не може виробляти жодного крутного моменту ({\displaystyle {\boldsymbol {\tau }}={\boldsymbol {\mu }}\times \mathbf {B} } ) вздовж поля. У цих експериментах намагнічування відбувається вздовж напрямку поля, створеного котушкою намагнічування, отже, за відсутності інших зовнішніх полів, кутовий момент вздовж цієї осі повинен зберігатися.
Попри простоту такого планування, експерименти непрості. Намагніченість можна точно виміряти за допомогою датчика котушки навколо циліндра, але пов’язана з цим зміна кутового моменту невелика. Крім того, навколишні магнітні поля, такі як поле Землі, можуть надавати в 10 7 - 10 8 разів більший  механічний вплив на намагнічений циліндр. Пізніші точні експерименти проводилися в спеціально сконструйованому розмагніченому середовищі з активною компенсацією полів навколишнього середовища. Методи вимірювання зазвичай використовують властивості торсіонного маятника, забезпечуючи періодичний струм до котушки намагнічування на частотах, близьких до резонансу маятника.   Експерименти вимірюють безпосередньо співвідношення: {\displaystyle \lambda =\Delta \mathbf {J} /\Delta \mathbf {M} } і знаходять безрозмірний гіромагнітний коефіцієнт {\displaystyle g'} матеріалу з визначення: {\displaystyle g'\equiv {}{\frac {2m}{e}}{\frac {1}{\lambda }}}. Величина {\displaystyle \gamma \equiv {\frac {1}{\lambda }}\equiv {\frac {e}{2m}}g'} називається гіромагнітним відношенням.

## Історія
Очікуваний ефект і можливий експериментальний підхід були вперше описані Оуеном Віллансом Річардсоном у статті  опублікованій у 1908 році . Спін електрона був відкритий у 1925 році, тому до цього розглядався лише орбітальний рух електронів. Річардсон вивів очікуване відношення {\displaystyle \mathbf {M} =e/2m\cdot \mathbf {J} }. У статті згадувалося про поточні спроби спостерігати ефект у Принстоні.
У цьому історичному контексті ідея орбітального руху електронів в атомах суперечила класичній фізиці. Цю суперечність було розглянуто в моделі Бора в 1913 році, а пізніше було усунено з розвитком квантової механіки.
С. Дж. Барнетт, мотивований роботою Річардсона, зрозумів, що має існувати і протилежний ефект - зміна обертання має викликати намагніченість (ефект Барнета). Він опублікував  цю ідею в 1909 році, після чого почав експериментальні дослідження ефекту.
У квітні 1915 року Ейнштейн і де Гааз опублікували дві роботи ,що містять опис очікуваного ефекту та експериментальних результатів. У роботі «Експериментальне підтвердження існування молекулярних струмів Ампера»  вони детально описали експериментальну апаратуру та проведені вимірювання. Їх результат для відношення кутового моменту зразка до його магнітного моменту (автори назвали його {\displaystyle \lambda }) був дуже близьким (в межах 3%) до очікуваного значення {\displaystyle 2m/e}. Пізніше стало зрозуміло, що їхній результат із зазначеною невизначеністю 10% не узгоджується з правильним значенням, яке близьке до {\displaystyle m/e} . Очевидно, автори недооцінили експериментальну невизначеність.
С. Дж. Барнетт повідомив про результати своїх вимірювань на кількох наукових конференціях у 1914 році. У жовтні 1915 року він опублікував перше спостереження ефекту Барнета в статті  під назвою «Намагнічування шляхом обертання». Його результат для {\displaystyle \lambda } був близьким до правильного значення {\displaystyle m/e}, що на той час було несподіваним.
У 1918 році Дж. К. Стюарт опублікував  результати своїх вимірювань, що підтвердили результат Барнетта. У своїй роботі він називав це явище «ефектом Річардсона».
Наступні експерименти продемонстрували, що гіромагнітне співвідношення для заліза дійсно близьке до {\displaystyle e/m}, а не {\displaystyle e/2m}. Це явище, яке отримало назву «гіромагнітна аномалія», було остаточно пояснено після відкриття спіну та введення рівняння Дірака в 1928 році.